# Amazaspes IV Mamicônio
Amazaspes IV Mamicônio (em latim: Amazaspes; em grego: Αμαζάσπης; romaniz.: Amazáspēs; em armênio: Համազասպ; romaniz.: Hamazasp) foi um príncipe da Armênia da família Mamicônio de 655 a 661, momento que a Armênia estava sob domínio árabe.

## Nome
Amazaspes (Αμαζάσπης, Amazáspēs) ou Amazaspo (Amazaspus; Αμαζάσπος, Amazáspos) são as formas latina e grega do persa médio Hamazaspe (*Hamazāsp) que, em última análise, deriva do persa antigo Hamazaspa (Hamāzāspa). Embora a etimologia precisa de *Hamazāsp/Hamāzāspa permaneça sem solução, pode ser explicada através do avéstico *hamāza-, "colisão/confronto" + aspa-, "cavalo", ou seja, "aquele que possuía corcéis de guerra". Foi registrado em armênio (Համազասպ, Hamazasp) e georgiano (em georgiano: ამაზასპ, Amazasp’) como Hamazaspe.

## Posteridade
Segundo Cyril Toumanoff, casou-se com a filha de Teodoro Restúnio, que deu a ele três filhos:
- Musel IV, asparapetes entre 660 e 693;
- Afraates, citado em 732; ancestral dos Mamicônios armênios subsequentes;
- Artavasdes, citado em 693, foi talvez o antepassado do ramo bizantino dos Mamicônios, a partir do qual a dinastia macedônica surgiu.

Segundo Christian Settipani, Amazaspes casou-se com uma filha de Teodoro Restúnio, que deu a ele apenas dois filhos:
- Musel V, asparapetes em 706/9, morto após 706/9; ancestral dos Mamicônios subsequentes;
- Artavasdes, nacarar, morto após 706/9, talvez um ancestral do ramo bizantino dos Mamicônios, que se aliou à dinastia amoriana.